# George Gerbner
George Gerbner (Budapest, 8 de agosto de 1919 – Filadelfia, 24 de diciembre de 2005) fue un teórico sobre la comunicación. Desarrolló la teoría del cultivo y estuvo muy interesado acerca de los efectos de la televisión en la sociedad.

## Biografía
Nacido en Budapest, se mudó a Estados Unidos y realizó estudios en Periodismo en la Universidad de Berkeley. Trabajó en el área de servicios estratégicos en la Segunda Guerra Mundial en Europa, de la cual tras su remate volvería a los Estados Unidos. Continuó trabajando siendo profesor de telecomunicaciones, luego decano, hasta su jubilación en 1989.

## Teoría del cultivo
Gerbner diferenció entre los medios derivados de la imprenta (como los periódicos) y los eléctricos.
La televisión afecta a la sociedad en la representación social del mundo que cada individuo realiza, tanto en la ficción como los sucesos reales (ambos se enfocan en la representación). Así pues, la exposición a violencia continuada crea una imagen de mundo hostil, por lo que se busca amparo en el gobierno.
Por otro lado, cuanto más se está expuesto a la televisión, el mundo se parece más a la tergiversación por parte de sus informaciones se parecen más al mundo real propiamente dicho, mientras que, por tanto, este mundo y la información son más similares.
La televisión penetra mayormente debido a sus características: Su programación es gratuita, no requiere movilidad y las imágenes causan mayor impacto.
Denomina "The double dose effect" a aquellas personas que hayan sufrido lo posteriormente representado en televisión, mientras que para las que no, califica como "mean worlds syndrome".